# 尖閣諸島防空識別圏問題
尖閣諸島防空識別圏問題（せんかくしょとうぼうくうしきべつけんもんだい）は、中華人民共和国が2013年11月23日に定めた東シナ海の防空識別圏が尖閣諸島の上空も含まれているという問題。

## 概要
これまで日本は防空識別圏を設定していたが、中国は設定していなかった。これにより日本の飛行機が尖閣諸島上空を飛ぶ場合には、中国外交部か航空当局に飛行計画を提出する義務を負うようになるとのこと。
23日の夜には場所は明らかにされていないが、中国人民解放軍の偵察機が今回に定められた防空識別圏で初のパトロールを実施した。日本国政府は、この防空識別圏に抗議しており、23日には伊原純一アジア大洋州局長は中国の韓志強駐日公使に対して、電話で「これはまったく受け入れられない」と抗議した。
なお、中国による防空識別圏は、2010年5月に日中で非公式に開かれた「日中安全保障問題研究会議」（元内閣官房副長官の石原信雄などが参加）において日本に対して提示されていたことが、2013年12月31日に明らかとなった。

## 反応
2013年11月25日、日本の安倍晋三内閣総理大臣は、参院決算委員会で「尖閣諸島の領空があたかも中国の領空であるかのごとき表示で、まったく受け止めることはできない」と批判している。11月28日には、中国への通告なしに、中国の主張する防空識別圏内に自衛隊機を飛行させている。
アメリカ合衆国連邦政府は、「地域の緊張を高め、衝突のリスクを高める」と批判し、2013年11月26日には、尖閣諸島上空を含む防空識別圏でB-52爆撃機を中国への事前通告なしに飛行させた。
2013年12月2日、イギリス海軍のジョージ・ザンベラス参謀総長は、小野寺五典防衛大臣と会談し、防空識別圏問題について「日本は、この地域に直面している課題はよく理解をしています。我々は、日本と英国は歴史が長く、英国は日本にとってはとっても大切なパートナーだと思っております」「国際法と対話で解決すべきだ」と応じた。
2014年2月14日、ジョン・ケリー国務長官は、習近平国家主席との会談で防空識別圏の問題を取り上げ、中国に自制を要求した。7月10日には、上院議会で中国への非難決議が全会一致で可決された。
2014年2月13日、沖縄県の11市が集まった市議長会では、中国の防空識別圏の撤回を求める議案を全会一致で可決、日本国政府に対し、識別圏の撤回を中国に働き掛けるように求めた。
2014年12月28日、中国国防部が防空識別圏内で指示に従わない飛行機に対し、「防御的緊急措置を取る」とした運用規則を各国向けの航空情報から削除していたことが判明した。

## 各国紙の社説

### アメリカ
『ニューヨーク・タイムズ』は11月25日付社説で、中国の防空識別圏設定は、領土問題の平和的解決を主張する姿勢と食い違っており、「極めて挑発的で、緊張を高め、日本との直接的な衝突の可能性を高めた」と批判し、中国は尖閣諸島周辺に公船や航空機を送り込むなどして「不安定化を作り出した」として、防空識別圏設定は日本の施政に対する挑戦であり、アメリカによる中国の習近平総書記（国家主席）との関係強化を目指す取り組みを複雑化させ、「アメリカは日本や他のアジア諸国のために立ち上がる必要がある」と論じた。社説は中国が将来的な防空識別圏拡大の可能性に含みをもたせていることを「現段階では中国の行動が最も気がかりだ」と牽制、アメリカとの間で「新型の大国関係」を目指すとした中国の習近平総書記（国家主席）の意図に「新たな疑問が出ている」と懸念を示した。

### イギリス
『フィナンシャル・タイムズ』は11月26日付社説「危険なゲーム」において、「偶発、故意による衝突の可能性が高まっている」と懸念を表明し、日本への圧力を強める中国に挑発行為をやめるよう要求した。社説は「尖閣諸島は100年以上にわたり日本の実効支配下にある。中国は威嚇行為でその現状を打破しようとしている」「中国の行動は愚かだ」と切り捨て、中国の狙いが「潜水艦の重要航路に位置する尖閣諸島を支配下に置いて、その行動範囲を広げるという海軍の野心実現と、（日本への）歴史的報復にある」「尖閣諸島は日米安全保障条約でアメリカの防衛義務の対象となるため、事態がエスカレートすれば危険は倍増する」と警告し、「中国政府は自らの主張が正しいと確信できるなら、国際仲裁機関への提訴を目指すべきだ」と提案、「日中両国は問題の解決を将来の世代の知恵に任せて棚上げし、以前の状態に戻すよう努めて漁業権や石油探査権など天然資源の共同管理を目指すべきだ」と論じた。社説は中国には別の狙いがあるという疑念を示し、日米同盟に亀裂を生じさせる手段として尖閣諸島をとらえているのなら、「それは無責任なゲームだ」と断じた。

### 韓国
『中央日報』は11月29日付社説において、「関係国と事前協議なく一方的に識別圏を宣言したのは中国の明白な誤りだ」として非難した。

## 関係項目
- 日本国に対する領空侵犯